# Cairo Open 1980
Il Cairo Open 1980 è stato un torneo di tennis giocato sulla terra rossa. È stata la 13ª edizione del torneo che fa parte del Volvo Grand Prix 1980. Si è giocato a Il Cairo in Egitto dal 3 al 9 marzo 1980.

## Campioni

### Singolare maschile
Corrado Barazzutti ha battuto in finale  Paolo Bertolucci con il punteggio di 6–4, 6–0

### Doppio maschile
Ismail El Shafei /  Tom Okker hanno battuto in finale  Christophe Freyss /  Bernard Fritz con il punteggio di 6–3, 3–6, 6–3